# 홍도야 울지 마라
홍도야 울지 마라는 1965년 공개된 대한민국의 영화이다.

## 배역
- 신영균
- 김지미
- 이수련
- 노경희
- 최남현
- 윤인자
- 박암
- 황정순
- 윤일봉
- 남미리
- 이용
- 김의향
- 양훈
- 복혜숙
- 서영춘
- 조석근
- 하용
- 박옥초
- 전영선
- 박남규